# Кот в мешке… (Во все тяжкие)
Кот в мешке… (англ. Cat's in the Bag...) — второй эпизод американского драматического сериала «Во все тяжкие». Премьера эпизода состоялась 27 января 2008 года на канале AMC. Автором сценария стал Винс Гиллиган, а режиссёром стал Адам Бернштейн.

## Сюжет
Уолтер и Джесси возвращают фургон в дом Джесси, который ранее принадлежал его покойной тёте. Когда они открывают фургон, чтобы вытащить два тела внутри, они замечают, что Крейзи-8 все ещё дышит, несмотря на то, что вдохнул ядовитый газ фосфин. Бессознательного Крейзи-8 забирают в подвал и привязывают к столбу велосипедным замком на шее. Уолт предлагает использовать плавиковую кислоту, чтобы растворить труп Эмилио, чтобы он не оставил следов. Уолт и Джесси должны избавиться от трупа и убить Крейзи-8. Они бросают монету, чтобы решить, кто какую задачу выполнит. Джесси побеждает и решает избавиться от трупа, оставляя Уолту убийство Крейзи-8.
Уолт поручает Джесси купить контейнер из полиэтилена, в котором можно было бы правильно растворить труп, но Джесси не может найти контейнер, достаточно большой, чтобы вместить его. Уолт думает о том, чтобы задушить Крейзи-8, но не может довести дело до конца. Вместо этого он из чувства вины даёт Крейзи-8 еду, воду и туалетную бумагу. Когда Джесси возвращается домой и спрашивает, мёртв ли Крейзи-8, Уолт обещает позаботиться о нём на следующий день. Тем временем из-за странного поведения Уолта Скайлер начинает подозревать, что он что-то скрывает. После того, как Джесси звонит на домашний телефон Уолта, Скайлер отслеживает его номер телефона в Интернете и обнаруживает его веб-сайт в социальной сети. Когда она спрашивает Уолта, кто он такой, он утверждает, что Джесси продаёт ему марихуану. Скайлер находит его адрес и угрожает Джесси, когда он пытается избавиться от тела Эмилио, предупреждая его, что её зять — агент Управления по борьбе с наркотиками. Скайлер не замечает труп.
Джесси не находит пластиковую корзину, которую Уолт велел ему использовать, поэтому он решает растворить труп в своей ванне наверху. Однако плавиковая кислота растворяет керамическую и металлическую ванну вместе с корпусом. Это приводит к тому, что потолок под ним рушится, и расплавленные останки Эмилио проливаются на коридор внизу. Уолт говорит Джесси, что плавиковая кислота растворяет все, кроме полиэтилена. Тем временем двое детей-индейцев, играющие в пустыне, находят противогаз Уолта от предыдущей варки метамфетамина.

## Производство
Эпизод был написан Винсом Гиллиганом и поставлен Адамом Бернштейном; он был показан на канале AMC в США и Канаде 27 января 2008 г.
Первоначально предполагалось, что в этом эпизоде погибнет Крейзи-8 и его двоюродный брат, но продюсерам так понравилась игра Макса Арсиньеги, что они умоляли Гиллигана оставить его подольше.

## Значение названия
Название эпизода является частью диалога из фильма 1957 года «Сладкий запах успеха», в котором персонаж сообщает, что решил проблему:
Дж. Дж. Хансекер: Это значит, что у тебя есть план. Вы можете доставить?
Сидни Фалько: Сегодня вечером, перед сном. Кот в мешке, и мешок в реке.

## Реакция
Эпизод получил позитивные отзывы критиков. Сет Амитин из IGN дал эпизоду оценку 9,6 из 10, комментируя: «Это странно, но между этими тремя персонажами существует отличная химия, как будто они кусочки пазла, а их зазубренные края даже близко не совпадают, но они как-то подходят». Донна Боуман из The A.V. Club поставил эпизоду «A−», сказав: «В конце мощной премьеры на прошлой неделе я подумал: ну, теперь все покатится вниз… Мне было трудно представить, что такой эпизод может поддерживать тон на грани психоза премьерного эпизода».
В 2019 году The Ringer поставил «Кот в мешке…» на 31-е место лучших эпизодов «Во все тяжкие» (из 62). Vulture.com поставил его на 33-е место в общем зачёте.